# First Steps (1947)
First Steps ist ein kanadischer Dokumentarfilm aus dem Jahr 1947. 

## Handlung
Gezeigt wird, wie ein Kind lernt zu laufen, von den ersten Bewegungen über den Stand bis hin zu den ersten Schritten. Der Film zeigt zudem moderne Techniken der Physiotherapie, die das Kind beim Lernen unterstützen sollen. Ausgebildete Erzieher kümmern sich um das Kind, das spielerisch lernt.

## Auszeichnungen
1948 wurde der Film in der Kategorie Bester Dokumentar-Kurzfilm mit dem Oscar ausgezeichnet.

## Hintergrund
Produziert wurde der Film vom National Film Board of Canada in Zusammenarbeit mit der United Nations Division of Films and Visual Education. Der Oscar wurde an die Division übergeben.